# ساری-آیگیر
ساری-آیگیر (انگلیسی: Sary-Aygyr) یک شهرک در شهرستان چکماگوشفسکی استان باشقیرستان کشور روسیه است.